# Christopher Middleton (explorateur)
Pour les articles homonymes, voir Christopher Middleton et Middleton.
Christopher Middleton (vers la fin du XVIIe siècle-12 février 1770) est un explorateur britannique.

## Biographie
Middleton commence sa carrière maritime durant la guerre de la reine Anne (1701-1713), pendant nord-américain de la guerre de Succession d'Espagne. Après la guerre il fait de nombreux voyages commerciaux pour la compagnie de la Baie d'Hudson. Les relevés effectués durant ces voyages sont publiés dans les Philosophical Transactions de la Royal Society dont il devient membre en 1737.
Ce papier attire l'attention de Arthur Dobbs intéressé par la recherche du passage du Nord-Ouest permettant de rallier la côte est de l'Amérique du Nord et les Indes orientales. Dobbs parvient à monter une expédition de deux navires, le Furnace et le Discovery dont le commandement est confié à Middleton.
En mai 1741 il quitte la Grande-Bretagne. Il passe l'hiver à l'embouchure de la rivière Churchill dans la baie d'Hudson. Il atteint la latitude, jamais encore atteinte par un explorateur européen, de 65° nord et cartographie la côte ouest de la baie mais se retrouve bloqué par les glaces. Il retourne en Grande-Bretagne en 1742. Son retour sera marqué par une controverse avec Dobbs qui n'hésitera pas à dire qu'il cache des renseignements concernant le passage du Nord-Ouest.
Middleton reçoit la médaille Copley en 1742.